# آبسكون
آبَسْكُونُ أو أبسكون (بالفارسية: آبسكون) هي ميناء أو جزيرة كانت قائمة إبان الحقبة القروسطيَّة. تقع في منطقة جرجان على ساحل بحر قزوين (بحر الخزر). وكان بينها وبين مدينة جرجان ثلاثة أيام أو أربعة وعشرون فرسخًا. كانت فرصة للسفن والمراكب وإليها ينسب بحر آبسكون. كانت مسقط رأس أبو العلاء أحمد بن صالح بن محمد بن صالح التميمي الآبسكوني الذي كان ينزل بصور على ساحل بحر الروم.
استهدفها قوم روس في حملاتهم الاستكشافيَّة القزوينيَّة، وأغاروا عليها في وقت ما بين عام 864 وعام 884، ونهبوها في عام 909 أو عام 910، ومرة أخرى في عام 913. قصد حاكم الإمبراطورية الخوارزمية محمد الثاني إحدى الجزر الصغيرة الواقعة قرب آبسكون هربًا من المغول في عام 1220م.
تتطابق إحداثيات آبسكون مع قرية خواجه نفس أو مدينة قميشان (37°01′N 54°00′E / 37.017°N 54.000°E).

## الاسم
تكتب بفتح الهمزة وسكون الألف وفتح الباء الموحدة والسين المهملة ساكنة وكاف مضمومة وواو ساكنة ونون، ورواه بعضهم بهمزة بعدها باء ليس بينهما ألف.